# Czarni Otmuchów
Czarni Otmuchów – piłkarski klub sportowy mający siedzibę w Otmuchowie. W sezonie 2023/2024 występuje w klasie okręgowej, gr. opolskiej II.
- Trener seniorów: Tomasz Rak
- Trener U-19: Jarek Lech
- Trener U-15: Michał Bochniarz
- Trener U-11 oraz U-13: Kazimierz Michałowicz
- Trener U-7 oraz U-9:Mateusz Bednarczyk
- Kierownik drużyny: Lukasz Bilobran

Największym sukcesem drużyny były występy w III lidze w sezonie 1993/94, 2013/2014.
Drużyna juniorów w 2008 roku awansowała do I ligi wojewódzkiej.
Od sezonu 2022/2023 powstała Gminna Akademia Piłkarska (GAP).